# Paris-Soir
Paris-Soir est un quotidien français fondé à Paris en 1923 par Eugène Merle, puis repris et dirigé à partir de 1930 par Jean Prouvost qui en fait avec Pierre Lazareff un des titres phares de la presse française. L'immeuble de presse au 37, rue du Louvre est spécialement construit par Fernand Leroy et Jacques Cury en 1934 pour abriter le journal. 
À la fin des années 1930, il devient le plus grand journal français par son tirage, devant Le Petit Parisien.
Ayant paru durant l'Occupation, il est interdit à la Libération en 1944.

## Paris-Soiravant la Seconde Guerre mondiale

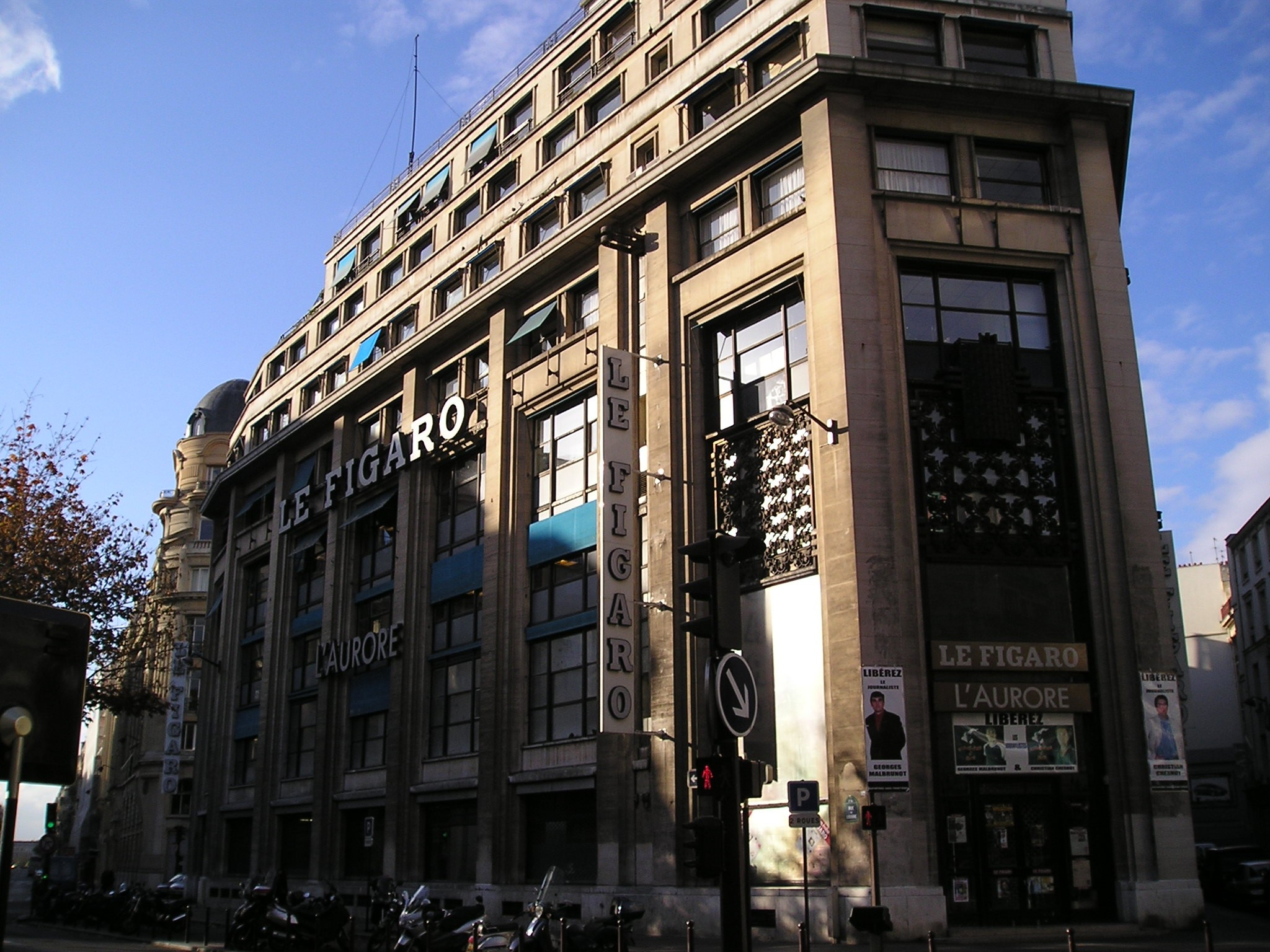
Ancien siège du journal au no 37, rue du Louvre (repris par la suite par Le Figaro).

Il est fondé par un militant anarchiste, Eugène Merle. Son premier numéro sort le 4 octobre 1923.  L'exploitation de Paris-Soir était déficitaire et, après l'échec d'une nouvelle souscription à laquelle appelèrent Édouard Herriot et Paul Painlevé, en avril 1924, Eugène Merle dut accepter les capitaux du Journal, d'Henri Letellier et François-Ignace Mouthon. En juin 1926, Merle cesse d'écrire dans le journal qu'il avait fondé et en janvier 1927 son nom disparut de l'ours. Paris-Soir est devenu à cette date une feuille de droite qui fit campagne pour l'Union nationale aux élections de 1928. 
En 1930, Jean Prouvost, industriel issu de l'industrie textile du Nord en prend le contrôle, et appelle Pierre Lazareff à sa tête. Le quotidien devient alors un des titres phares de la presse française et tire à un million d'exemplaires dès 1933 puis 1,8 million en 1939, devenant le plus grand journal français et dépassant alors largement Le Petit Parisien, qui tire à 1,4 million d'exemplaires,. Il publie des articles signés de Joseph Kessel, Blaise Cendrars et Antoine de Saint-Exupéry, Paul Gordeaux ou Henri Amouroux.
Une édition de dimanche, Paris-Soir dimanche, est publiée du 22 décembre 1935 au 16 septembre 1939. Une autre édition paraît dans les années 1930 sous le nom de Paris-Midi. Alfo Ferrini est secrétaire de rédaction de 1937 à 1939.
Le journal publie deux interviews d’Adolf Hitler en 1936, réalisées respectivement par Bertrand de Jouvenel et Titaÿna, afin de favoriser l'idée d'un rapprochement entre l'Allemagne et la France au moment où le traité franco-soviétique d'assistance mutuelle était sur le point d’être ratifié. Jean Prouvost n'évite pas les sujets politiques, que le journal évoque régulièrement, mais il est attentif au respect de « la consigne impérative donnée à tous ses collaborateurs que jamais une information publiée dans l'un de ses journaux ait l'air de défendre ni ses intérêts de la laine ni ceux de ses associés dans le sucre et le papier ». Souhaitant séparer ses deux métiers, l'industriel n'a « jamais rien placé de son capital dans ses journaux, ni les capitaux de quiconque », et ses deux premiers titres de presse « lui furent offerts », selon Hervé Mille directeur général honoraire de Paris-Soir, Paris-Match, Marie-Claire.
Le journal ne s'est pas diversifié dans l'audiovisuel, encore peu développé avant-guerre. L'équipe de Jean Prouvost a en particulier décliné la proposition de Marcel Bleustein-Blanchet d'accorder du temps d'antenne sur Radio Cité à Paris-Soir pour y réaliser un journal parlé, comme l'ont raconté, pour le regretter, dans leurs mémoires le publicitaire et Hervé Mille, l'un des dirigeants de l'empire de presse de Jean Prouvost, qui investira trente ans plus tard dans la radio RTL.

## Paris-Soirpendant laSeconde Guerre mondiale

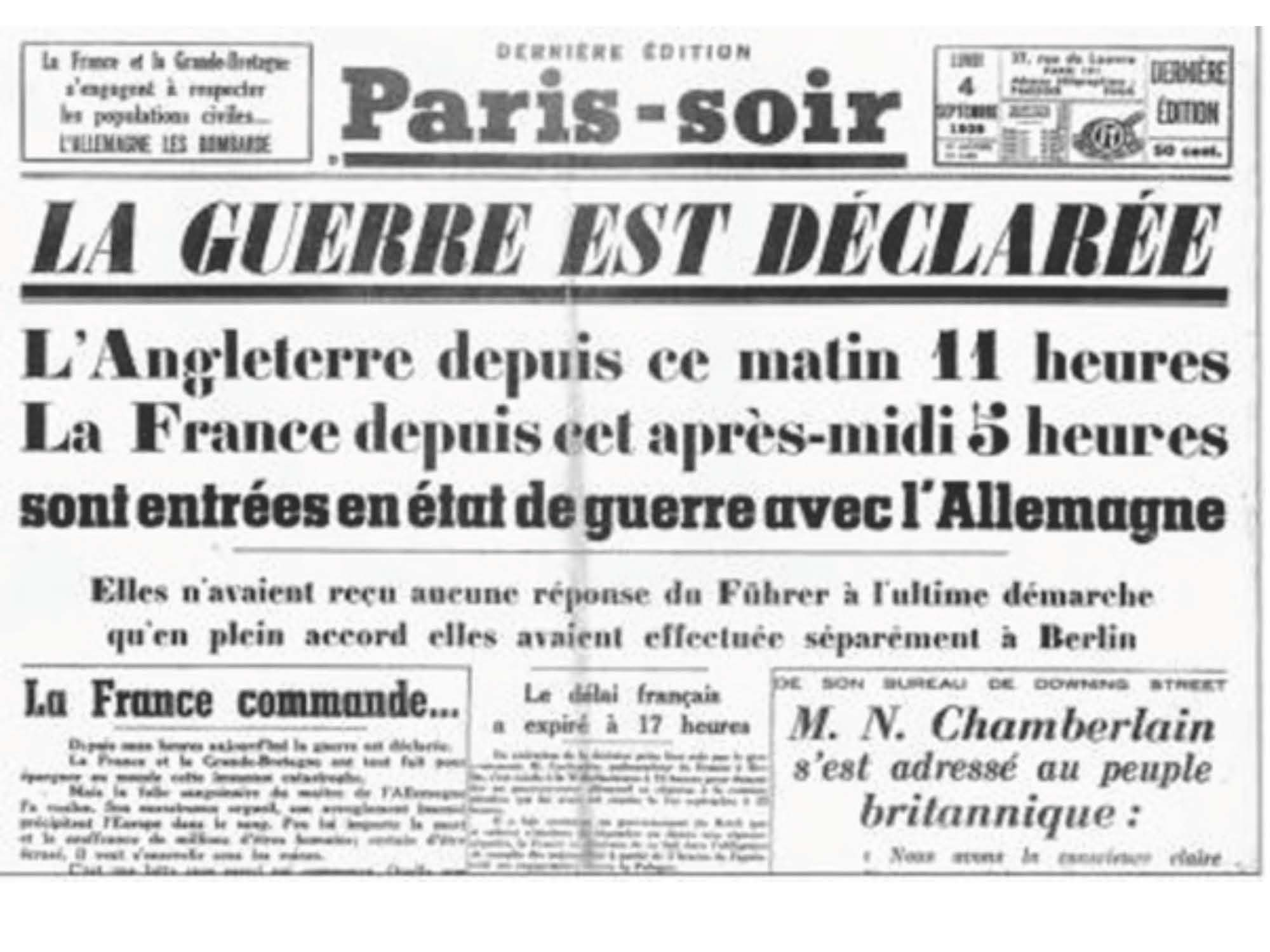
Une de Paris-Soir du 3 septembre 1939.

Le 11 juin 1940, Jean Prouvost quitte Paris et continue la publication à Nantes, puis en zone non-occupée, tandis que les locaux parisiens sont utilisés par les Allemands qui font paraître leur Paris-Soir du 22 juin 1940 au 17 août 1944, avec Pierre Mouton comme rédacteur en chef.
Jean Prouvost est décrit le 17 janvier 1941 comme « le plus sacré menteur, la fripouille la plus dégoûtante, le salopard le plus immonde, le criminel le plus infâme, la mentalité la plus excrémentielle, la fleur de cloaque la plus purulente […] Et nous nous maintenons ici dans les termes les plus délicats de la décence la plus respectueuse » (Au Pilori, 17 janvier 1941).

### La fuite
Le repli du journal avait été étudié avant la rupture du front, en mai 1940, vers Nantes. Le repli de la presse parisienne est ordonné le 10 juin, et Paris-Soir est évacué, après sa dernière édition le 11, à 15 h 30, comme les autres journaux parisiens, à l'exception du Matin. La direction part directement vers Clermont-Ferrand ; le journal est publié à Nantes jusqu'au 18, veille de l'arrivée des Allemands et à Clermont-Ferrand du 10 au 17 juin (dans les locaux du Moniteur du Puy-de-Dôme, qui appartiennent à Pierre Laval).
Le 17, apprenant par Joseph Kessel le projet d'armistice, confirmé par Pierre Laval, la direction de Paris-Soir part pour Bordeaux où se trouve le gouvernement, dirigé depuis le 16 par Philippe Pétain. L'armistice plaçant Bordeaux en zone occupée, Paris-Soir, ou ce qu'il en reste, part vers la zone libre.
La rédaction principale est installée à Lyon tandis que deux éditions locales sont prévues à Marseille et Toulouse. Le 12 juillet, Prouvost rejoint Lyon, et reprend la direction de l'entreprise qui comprend un quotidien et deux hebdomadaires, Sept Jours et Marie-Claire.

### L'édition allemande de Paris
Les Allemands, arrivés le 14 juin, réquisitionnent le journal classé d'« intérêt public » : c'est le plus gros tirage à l'époque. On y affecte le lieutenant Weber, marié à une Française et connaissant parfaitement le français. Il entre dans l'immeuble parisien de la rédaction rue du Louvre, et ne trouve qu'un garçon de bureau alsacien, nommé Schiesslé. Celui-ci est aussitôt nommé directeur général, et voit sa paye triplée, pour justifier la spoliation. Paris-Soir paraît dès le 22 juin, avec des rédacteurs embauchés à la va-vite. Un peu plus tard, les écrivains Georges Claude, Pierre Hamp, Henri Cochet écrivent des articles, avant de se rendre compte que le journal n'est plus ce qu'il était.
La Propagandastaffel fournit en effet des communiqués de (dés)informations. La définition du journal est : « Vivant journal d'information réalisé par une équipe 100 % française ». Mais, le tirage baisse inexorablement devant les opinions pro-allemandes affichées, de 970 000 en novembre 1940, à 300 000 en 1942. Il est encore de 380 000 exemplaires en janvier 1943.
Un des problèmes était celui de la légalité, face à une rédaction toujours vivante à Lyon. On fait alors apparaître la société éditrice SAPEM, du même nom que celle en zone libre, avec le nom de Jean Prouvost, pour accentuer l'illusion. On ne cesse de contraindre la seconde à fusionner avec la première.

### L’affrontement Paris-Lyon
Dès 1940, des administrateurs, le directeur, Jean Prouvost, protestent contre la spoliation. À Paris, après le directeur Schiesslé, se succèdent un imprimeur, puis le fils d'un conseiller municipal opportuniste. Un bâtiment échappe à l'occupation, la maison de Marie-Claire. L'administrateur présent se charge de renseigner la rédaction lyonnaise, et devient vite une plaque tournante de la Résistance, avec un agent de liaison, des renseignements pour le maquis. Des passages en Suisse et en Espagne sont organisés. Le réseau suit l'organisation du journal, qui rayonne depuis Lyon. En février 1941, l'administrateur de la SAPEM parisienne tente de prendre possession du local. On lui répond que cela ne sera possible que par la force, la tentative ne va pas plus loin. Plus subtilement, on fait payer la SAPEM lyonnaise, par un vieux procès en appel avec une société d'édition. On y convoque les deux entreprises éditrices. Les Lyonnais refusent de venir, pour ne pas avoir à reconnaître de facto les droits des Allemands, et sont contraints à payer 25 millions de francs. L'administration fiscale fait ensuite pression pour le paiement d'arriérés, chose impossible avec la spoliation immobilière. La société parisienne propose aussitôt de payer ceux-ci, en échange de la reconnaissance de ses droits. Les Lyonnais refusent, et payent à nouveau.

### La censure en zone libre
En plus de cet affrontement, le Paris-Soir lyonnais doit composer avec la vie en zone libre. Au début de la guerre, la liberté de la presse y est encore respectée. Paris-Soir peut encore titrer sur les entrevues anglo-américaines. Jean Prouvost affiche sa volonté de faire connaître la vérité, de subsister pour contrer le Paris-Soir allemand, et pour faire vivre les collaborateurs. En février 1941, Paul Marion devient secrétaire adjoint à la présidence du Conseil pour l'Information, puis en août 1941, secrétaire général de l'Information, pour finir secrétaire d'État à l'Information en avril 1942. C'est un ancien militant communiste, habitué de la censure et de la propagande, un fasciste déclaré. Il dirige la presse française de 1941 à 1944, lui donne des directives, la punit le cas échéant. Paris-Soir répond par la « guerre des titres » : on agrandit le plus possible les titres des informations sportives, au détriment des informations officielles. On camoufle de même certains textes émanant du gouvernement. Les tensions et conflits sont nombreux. Le 11 novembre 1942, la rédaction apprend que les Allemands entrent en zone libre. Un placard est distribué, annonçant le sabordage de Paris-Soir. Pierre Laval ministre de Vichy, furieux devant cette insoumission à la censure, exige alors la publication du journal, ou la déportation des 300 employés. Le journal reparaît alors, pour éviter la reprise par une équipe vichyssoise, avec pour objectif de se faire interdire le plus rapidement possible.

### La Résistance
La guerre des titres est alors exacerbée, ceux-ci passant du simple au quadruple selon les informations, et le tirage est parfois baissé spectaculairement lors de mauvaises nouvelles pour les Alliés. Le 25 mai 1943, Vichy réagit. Il ordonne à la rédaction des titres grossis. Mais Paris-Soir s'entête et recommence dès le lendemain, puis se fait interdire. Pour protéger le titre, une édition confidentielle est montée à Toulouse. La rédaction est au chômage, mais va chercher à se faire entendre.
Elle va travailler discrètement avec des journaux locaux, en préparant des éditions spéciales, favorables aux Alliés, produites dans la Résistance. De plus, la direction protège tous ses salariés contre le STO, en les envoyant dans le maquis, en Espagne, ou en Suisse. On produit des documents de propagande, avec l'aide d'Henri Lumière. Les voitures de Paris-Soir ravitaillent le maquis, en vêtement, renseignements. En avril 1944, Sept Jours, créé par Paul Gordeaux pour Jean Prouvost  se saborde.

### La Libération
Dès les premières nouvelles du débarquement allié, la rédaction revient clandestinement vers Paris. En juillet 1944, toute la direction est présente. Le 17 août cesse toute parution. Jean Prouvost échappe à une prise d'otage. Avant la fin des combats dans Paris, le 20 août, des journalistes résistants accompagnés de Forces françaises de l'intérieur (FFI) occupent l'immeuble de Paris-Soir, munis d'ordres de réquisition. Aussitôt, des journaux proches de la résistance paraissent : Le Populaire, Franc-Tireur, Combat, Le Parisien libéré… L'immeuble de Paris-Soir est occupé par Ce Soir, Libération et Front national. La direction du journal propriétaire est écartée, et ses dirigeants sont arrêtés par les FFI. À Lyon, la rédaction veut être le premier journal libre à paraître, mais les FTP envahissent les locaux pour faire paraître Le Patriote. Jean Prouvost se cache pour éviter l'arrestation. Les archives de Paris-Soir, montées à Paris, réussissent à être sauvées. Cette ultime spoliation marque la fin du grand journal de l'entre-deux-guerres.